# Мургуца
Мургуца (рум. Murguța) — село у повіті Ботошані в Румунії. Входить до складу комуни Добирчень.
Село розташоване на відстані 384 км на північ від Бухареста, 35 км на схід від Ботошань, 81 км на північний захід від Ясс.

## Населення
За даними перепису населення 2002 року у селі проживали 522 особи, усі — румуни. Усі жителі села рідною мовою назвали румунську.